# Lymexylon persicus
Lymexylon persicus är en skalbaggsart som beskrevs av Foursow 1935. Lymexylon persicus ingår i släktet Lymexylon och familjen varvsflugor. Inga underarter finns listade i Catalogue of Life.